# Acacia chlorophylla
Acacia chlorophylla é uma espécie de leguminosa do gênero Acacia, pertencente à família Fabaceae.